# The Woman of Bronze
The Woman of Bronze is een Amerikaanse dramafilm uit 1923 onder regie van King Vidor. De film is wellicht zoekgeraakt.

## Verhaal
De beeldhouwer Leonard Hunter werkt aan een standbeeld. Hij wordt verliefd op zijn model Sylvia Morton. Hij is ontevreden over zichzelf en slaat het standbeeld stuk. Hij vindt nieuwe inspiratie in het gezicht van zijn vrouw.

## Rolverdeling
| Acteur              | Personage     |
| ------------------- | ------------- |
| Clara Kimball Young | Vivian Hunt   |
| John Bowers         | Paddy Miles   |
| Kathryn McGuire     | Sylvia Morton |
| Edwin Stevens       | Reggie Morton |
| Lloyd Whitlock      | Leonard Hunt  |
| Edward Kimball      | Papa Bonelli  |